# Piscine de Saint-Mars-la-Jaille
La piscine Alexandre-Braud est une piscine située à Saint-Mars-la-Jaille (Vallons-de-l'Erdre), en France.

## Historique
Conçue par l’architecte nantais André Pineau en 1952, elle est la seconde piscine à ciel ouvert construite dans le département de Loire-Atlantique. Elle est inaugurée le 3 juillet 1955 par Alexandre Braud, qui en est à l'initiative, maire et dirigeant de l'entreprise familiale implantée à Saint-Mars-la-Jaille, et par André Morice, ministre et ancien secrétaire d'État à l'Enseignement technique, à la Jeunesse et aux Sports qui a soutenu le projet,.
La piscine est inscrite aux monuments historiques en 2016. Elle a comme particularité d'être restée dans son état d'origine sans aucune modification.
Retenue comme « site emblématique 2024 » par le Loto du patrimoine, la piscine fera l'objet d'une réhabilitation jusqu'à la fin de l'année 2025 pour un coût estimé de 3,8 millions d'euros.

## Description
La piscine comprend un grand bassin de 25 mètres de long sur 12,50 mètres de large équipé de trois plongeoirs hauts de un, trois et cing mètres, le dernier fermé pour des raisons de sécurité. Le petit bassin quant à lui est long de 10 mètres. Ils sont revêtus d'une mosaïque où domine le bleu qui rappelle la couleur de l'entreprise Braud. 
Depuis la rue, deux entrées symétriques « baigneurs » et « baigneuses », dans un style art-déco, conduisent au bâtiment qui accueille les vestiaires et les douches. Ce dernier est surmonté d'une terrasse-bar en rotonde, qui servait à l'origine de solarium, et d'un mât qui rappelle le style paquebot. La piscine est entourée par un petit parc, distinct, comprenant une mini plage, une pataugeoire et un minigolf. Des personnages de Disney ornaient dans les années 1950 le parcours, témoins de l'influence américaine à l'époque. Les cintres qui servent à ranger vêtements et chaussures sont toujours ceux qui ont été fabriqués dans les années 1950.
La piscine accueille chaque année 10 600 baigneurs.

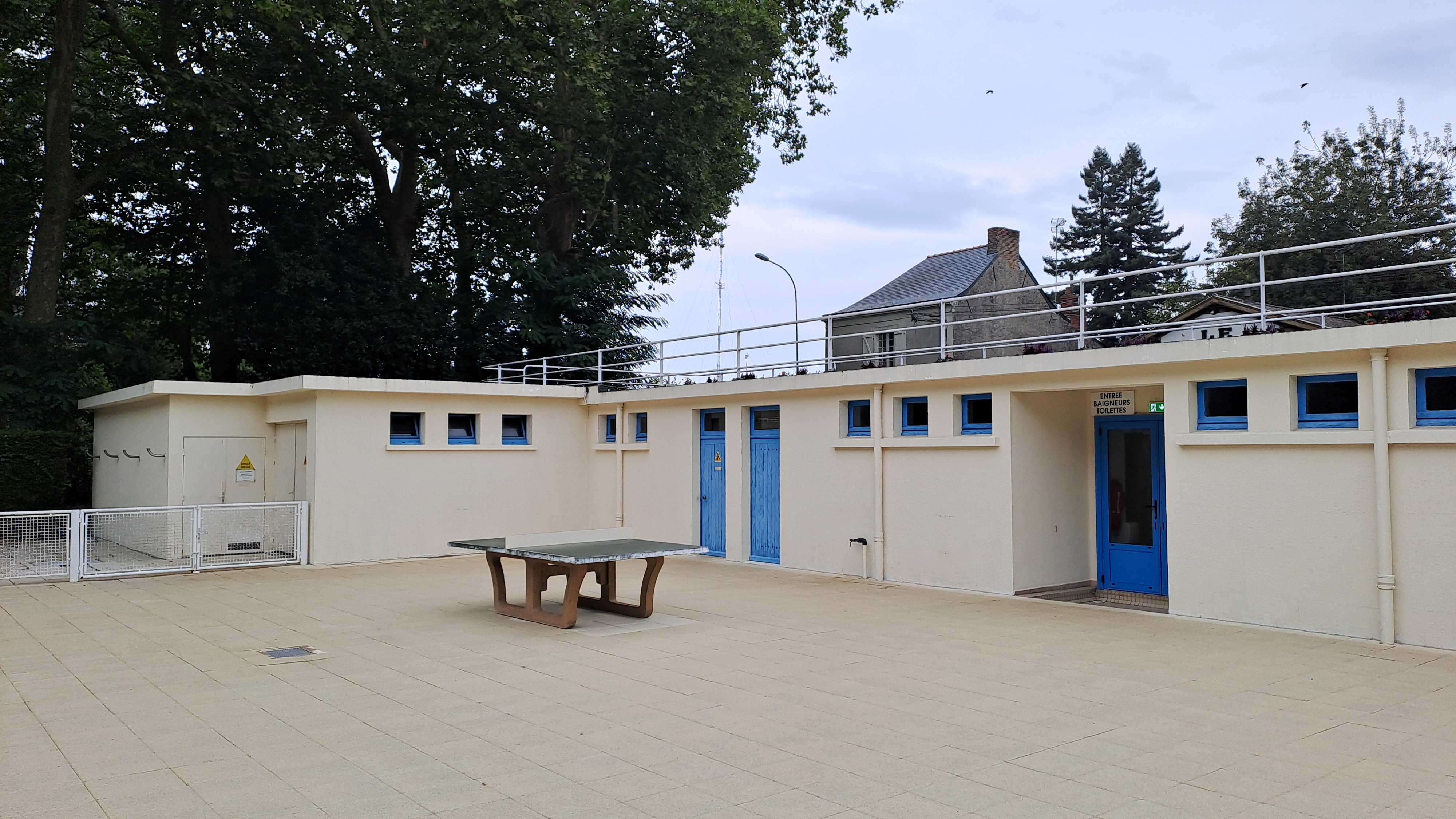
Bâtiment de la piscine Alexandre-Braud
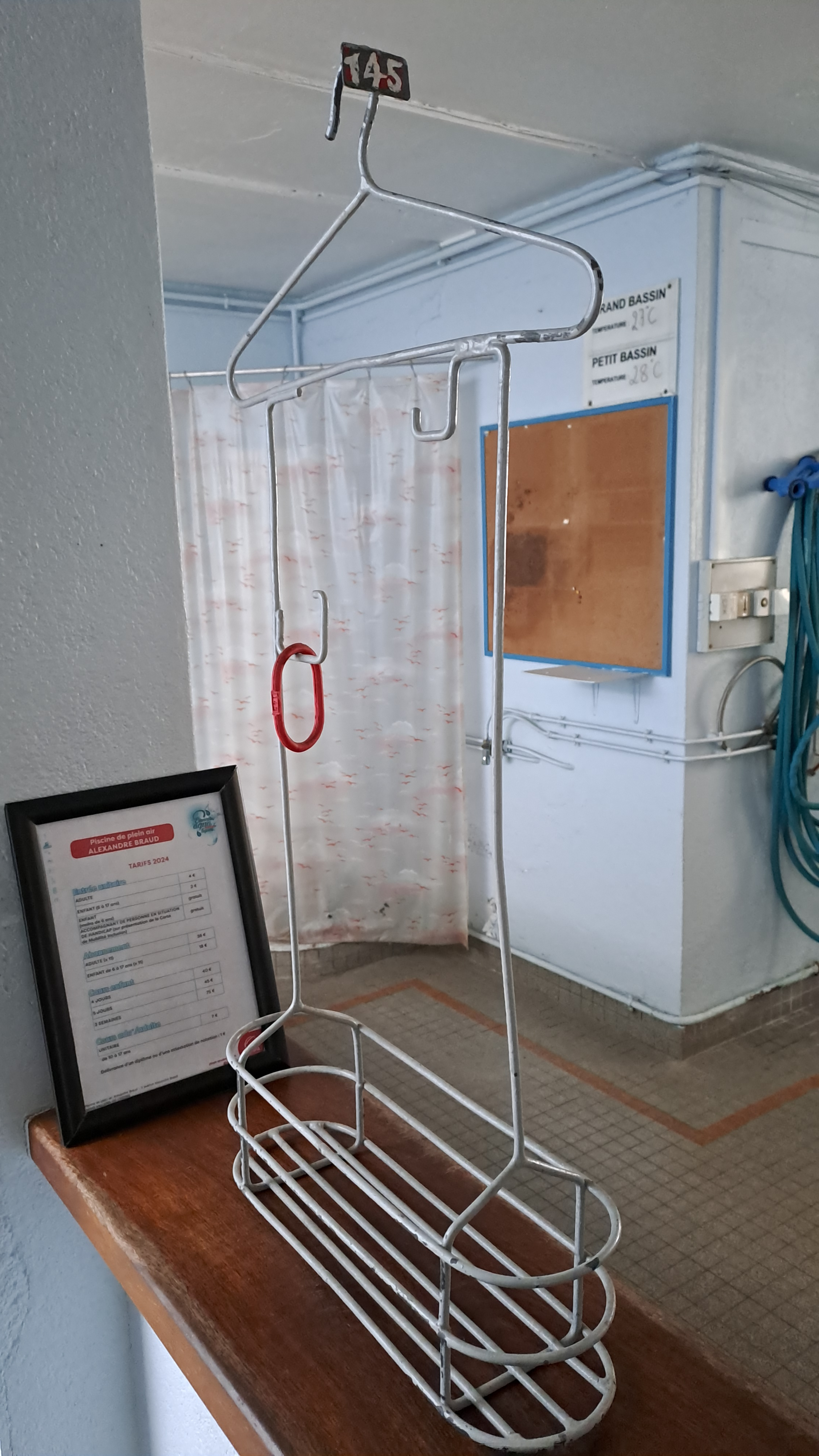
Cintre datant des années 1950
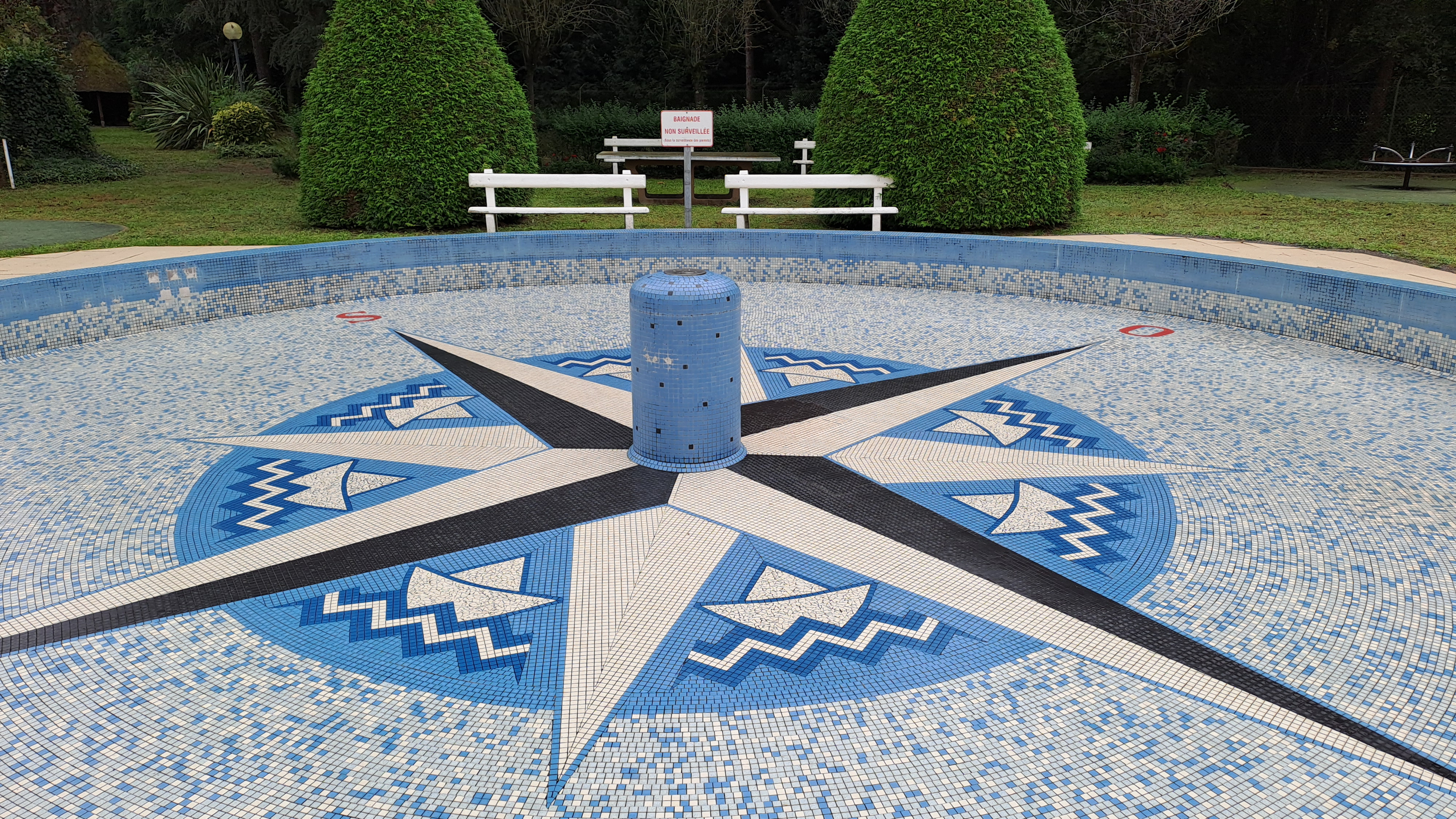
Pataugeoire jouxtant la piscine